# Imblattella albida
Imblattella albida är en kackerlacksart som först beskrevs av Henri Saussure 1869.  Imblattella albida ingår i släktet Imblattella och familjen småkackerlackor.
Artens utbredningsområde är Colombia. Inga underarter finns listade i Catalogue of Life.